# ترگارون، ولز
ترگارون (به انگلیسی: Tregaron) یک شهرک در ولز است که در کردیگیون واقع شده‌است. ترگارون ۱٬۲۱۳ نفر جمعیت دارد.

## نگارخانه

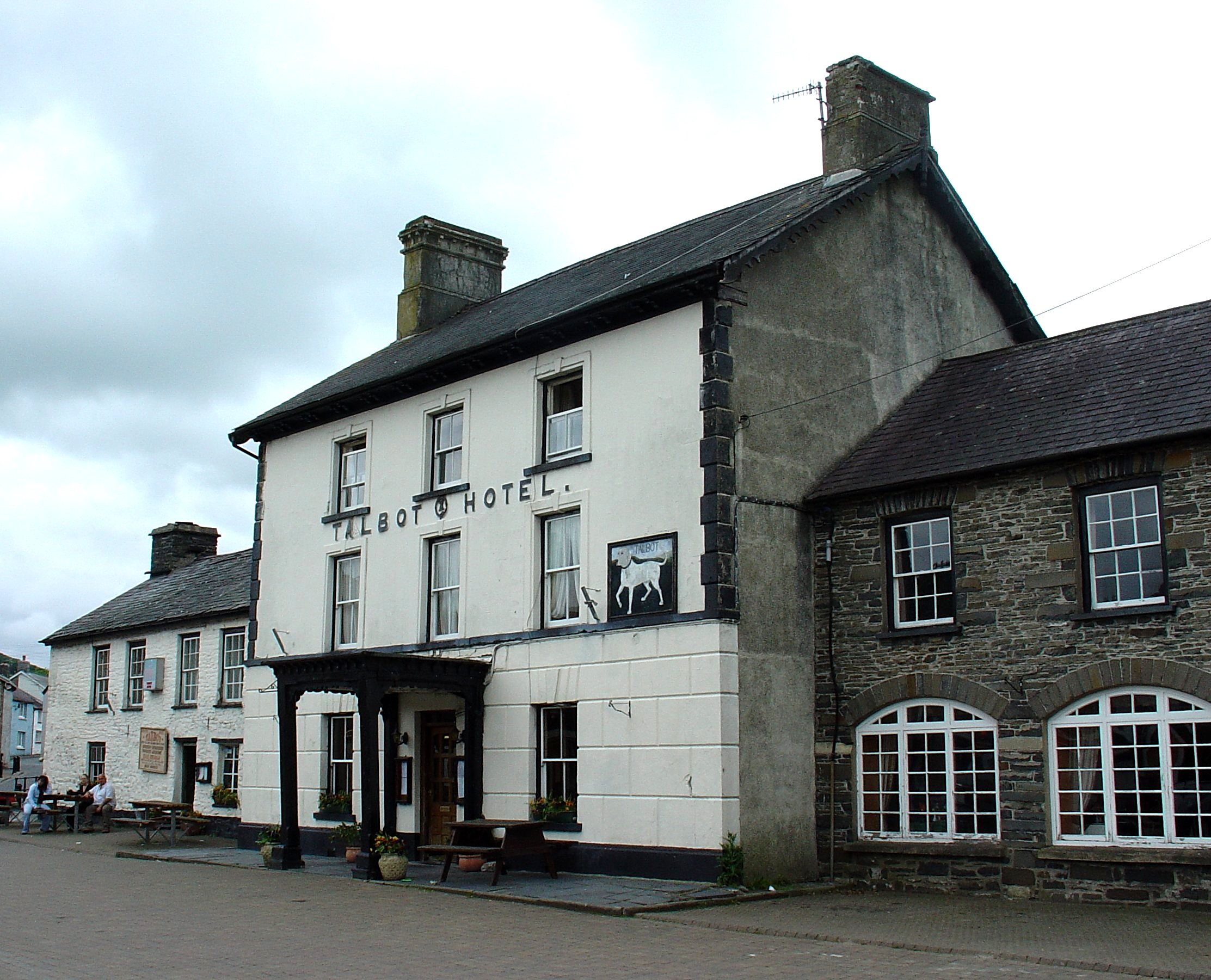
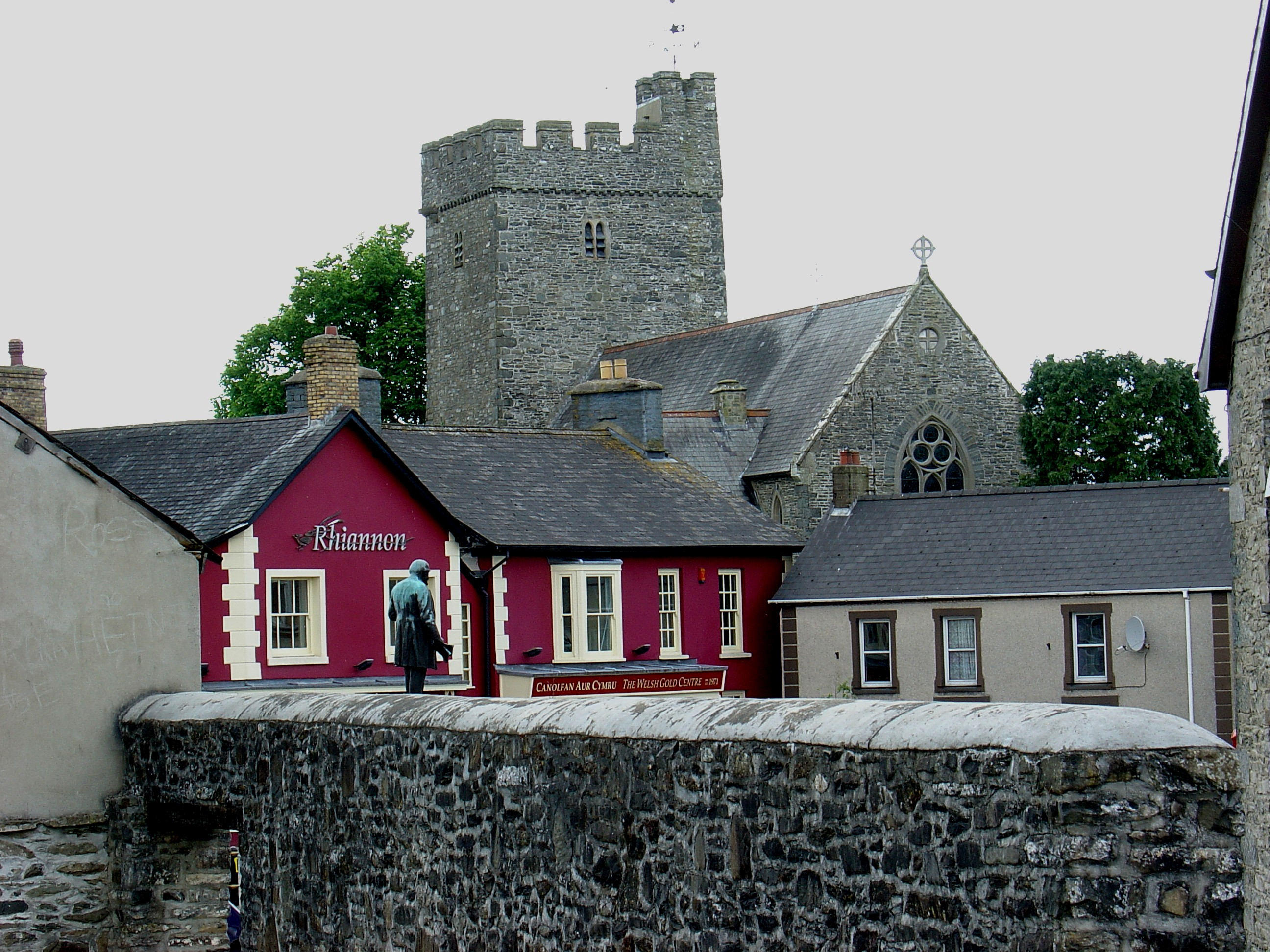